# Eusarsiella levis
Eusarsiella levis is een mosselkreeftjessoort uit de familie van de Sarsiellidae. De wetenschappelijke naam van de soort is, als Sarsiella levis, voor het eerst geldig gepubliceerd in 1894 door G.W. Mueller.